# 아트라디우스
아트라디우스(Atradius)는 전 세계 50여개국에 걸쳐 진출해 있으며 신용보험, 보증 보험, 그리고 채권추심 서비스를 제공하고 있다. 아트라디우스는 Grupo Catalana Occidente (GCO.MC) 에 속한 신용보험사이다. 신용보험, 보증 보험, 그리고 채권추심 상품은 전세계의 기업들이 신용을 토대로 상품과 서비스를 판매할 때 이와 관련된 손실로부터 기업을 보호하는 역할을 한다. 아트라디우스는 2023년 25억유로에 달하는 실적을 올렸다. 아트라디우스는 AM Best에 의해 ‘A (excellent) outlook stable’으로 평가되었으며, Moody's에서는 'A1 outlook stable'의 평가를 받았다.

## 연혁
아트라디우스의 뿌리는 2001년 독일 보험사인 Gerling-Konzern Speziale Kreditversicherung (Gerling Credit)이 네덜란드 보험사인 Nederlandsche Credietverzekering Maatschappij (NCM)를 인수한 시점으로 거슬러 올라간다. 이렇게 인수 합병된 두 기업은 나중에 GERLING NCM으로 사명을 변경했다.
Gerling Credit 은 쾰른의 Gerling-Konzern 보험그룹에 속한 신용보험사로 1954년에 설립되었다. 1962년 스위스에 최초 해외지사를 열었으며, 민간 신용보험사로는 최초로 수출 신용 보험 보장서비스를 제공하였다.
NCM은 기업들간 무역 증진이라는 목적을 달성하기 위해 1925년 네덜란드에 설립되었다. 1932년부터 네덜란드 정부 기관으로서 네덜란드 기업들을 대상으로 수출 신용 서비스를 제공하기 시작했다. 아트라디우스는 자회사인 아트라디우스 더치 스테이트 비즈니스 (Atradius Dutch State Business) 사를 통해 계속 이 기능을 수행하고 있다.
Gerling Credit과 NCM 은 합병하기 전에 각자 나름의 인수과정을 거쳤다. NCM 은 영국 정부의 ‘수출신용 보장부’의 단기 보험 사업부를 1991년에 인수하였으며, Gerling Credit 은 1994년 벨기에의 Namur Assurances du Crédit S.A.와 같은 민간 보험사를 인수하였는데 이 두 기업 모두 1919년경 무역 신용보험이 탄생하던 때부터 역사가 시작된 유서깊은 업체들이다.
이제 세계적인 그룹으로 성장한 아트라디우스가 아트라디우스로 이름을 바꾼 것은 2004년이다. 2008년에는 스페인 신용보험사인 Crédito y Caución (1929년 설립) 과 합병을 하였으며 이를 통해 스페인어권에서 시장을 더욱 확대할 수 있게 되었다.
아트라디우스는 스페인뿐 아니라 전세계에서 선도적인 신용보험사의 위치를 차지하고 있는 Grupo Catalana Occidente (GCO.MC)의 일원이 되었다.
오늘 날 아트라디우스는 다양한 신용보험사 및 제휴 기관으로 구성된 융합체라 할 수 있다.
비록 현재 스페인에 모회사가 있지만, 지주회사인 아트라디우스 N.V 와 그 본사는 여전히 네덜란드 암스테르담에 자리하고 있다.

## 상품
아트라디우스의 상품과 서비스는 지불 관련 리스크를 관리하는데 도움이 된다. – 즉, 바이어가 제품이나 서비스를 신용으로 구매한 후 이에 대한 대금을 지급하지 않는 리스크를 부보한다.
이러한 상품에는 다음과 같은 상품이 포함된다.
- 신용보험 (Trade Credit Insurance),
- 보증 보험 (Bonding),
- 할부 신용 보장호 (Instalment Credit Protection),
- 재보험 (Reinsurance),
- 채권 추심 (Collections)

## 주주
Grupo Compañía Española de Crédito y Caución, S.L. (Grupo CyC)는 Grupo Catalana Occidente가 73.84%를 소유한 지주회사이다. Grupo CyC는 Atradius N.V.의 64.23%를 소유하고 있다.
Grupo Catalana Occidente S.A. (GCO)는 직간접적으로 보험회사 그룹의 모회사이며, 바르셀로나와 마드리드 증권거래소에 상장되어 있다.
GCO는 Atradius N.V.의 경제적 지분 83.20%를 소유하고 있으며, 이 중 35.77%는 직접적으로 보유하고 있으며, 47.43%는 Grupo CyC 지주회사를 통해 간접적으로 보유하고 있다.

## 경영진
아트라디우스는 네덜란드 법에 의거 조직된 유한회사로 경영 이사회와 감독 이사회를 두고 있다.
경영 이사진은 다음과 같다.
- David Capdevila, CEO. CEO는 전략 및 개발 사업부, 인적 자원 및 시설 사업부, 법무 사업부, 내부 감사 사업부 및 스페인, 포르투갈, 브라질의 신용 보험 운용을 담당하고 있다.
- Christian van Lint, CRO.  CRO는 그룹 리스크 관리 사업부, 그룹 바이어 인수 사업부, 리스크 서비스 및 재보험 사업부를 담당하고 있다.
- Andreas Tesch, Chief Market Officer. CMO는 전세계 아트라디우스 신용 보험 (스페인, 포르투갈, 브라질 제외) 을 담당하고 있으며 더치 스테이트 비즈니스, 글로벌 특수 상품 및 그룹 마케팅 및 커뮤니케이션 사업부를 담당하고 있다.
- Claus Gramlich-Eicher, Chief Financial Officer. CFO는 재무, 재무 관리 및 기업 재무를 담당하고 있다.
- Marc Henstridge, Chief Insurance Operations Officer. CIOO는 보증 보험, 채권추심, PPU, IT 서비스, 할부 신용 보장 사업부를 담당하고 있다.

감독 이사회는 9인으로 구성되어 있으며, 아트라디우스의 전반적인 업무 지침 및 경영이사회 정책을 모니터링하고 감독하는 역할을 한다.
감독 이사회 구성원은 다음과 같다.
- Xavier Freixes (Chair)
- Bernd Hinrich Meyer
- Hugo Serra
- Désirée van Gorp
- John Hourican
- Carlos Halpern
- José María Sunyer
- Juan Ignacio Guerrero
- Joaquin Guallar